# Civil War 2
Civil War II è un crossover a fumetti pubblicata negli Stati Uniti dalla Marvel Comics da giugno a dicembre 2016. È il seguito di Civil War (2006) ed è composta da nove numeri scritti da Brian Michael Bendis e disegnati da David Marquez e Justin Ponsor. La miniserie è stata pubblicata nello stesso periodo di programmazione nelle sale cinematografiche del film Captain America: Civil War dei Marvel Studios. La miniserie è arricchita da un vasto numero di tie-in dalle varie testate e da alcuni numeri singoli pubblicati prima e dopo la sua conclusione

## Trama
Con l'arrivo delle Nebbie Terrigene Ulysses Cain, uno studente della Ohio State University, ne viene esposto, rivelandosi un Inumano. Al suo risveglio, ha una visione di un futuro distopico.
Tempo dopo, gli Inumani aiutano i Vendicatori a sconfiggere un Celestiale invasore; Ulysses rivela di aver previsto l'accaduto. Iron Man è contrario all'idea di mobilitarsi per fermare crimini prima che avvengano. Tre settimane dopo, Ulysses prevede che Thanos giungerà sulla Terra e compirà un massacro, al che i Vendicatori decidono di tendergli un'imboscata; sebbene il titano venga fermato, nello scontro War Machine viene ucciso e She-Hulk gravemente ferita. Iron Man viene a sapere quanto accaduto e giura che si assicurerà che nessuno userà di nuovo il potere di Cain. Mentre She-Hulk va in arresto cardiaco, chiede a Captain Marvel di combattere per il futuro.
Iron Man rapisce Ulisse da New Attilan, casa degli Inumani. In risposta, gli Inumani attaccano la Stark Tower, ma vengono fermati dai Vendicatori. Per evitare ulteriori incidenti, accettano di parlare con Iron Man, che ha eseguito dei test su Ulysses. Durante la discussione, Ulisse ha una visione di Hulk che uccide i Vendicatori.
Gli eroi raggiungono Bruce Banner nel suo laboratorio isolato nello Utah, dove apprendono che sta facendo esperimenti con raggi gamma. Durante la discussione, improvvisamente Bruce viene ucciso da Occhio di Falco, che poi si arrende alle autorità.
Durante il processo per l'omicidio di Banner, Occhio di Falco afferma che Banner gli si era avvicinato mesi prima, consegnandogli un proiettile speciale e chiedendogli di ucciderlo nel caso avesse nuovamente perso il controllo; Occhio di Falco avrebbe compiuto l'azione in quanto avrebbe percepito che Banner stesse per trasformarsi in Hulk. Il processo si conclude con l'assoluzione di Occhio di Falco da tutte le accuse. Iron Man informa gli altri eroi che i test da lui eseguiti rivelano che il potere di Ulysses si basa su calcoli di probabilità, non sulla verità assoluta. Non convinta, Captain Marvel si impunta a tartassare una presunta agente dell'Hydra, finché non arrivano Iron Man, i Vendicatori e gli X-Men di Magneto, giunti a fermarla; Captain Marvel guida in battaglia contro di loro gli Ultimates, Alpha Flight e gli X-Men di Tempesta e i Guardiani della Galassia.
Con l'intensificarsi dello scontro, gli Inumani arrivano ad aiutare Captain Marvel; quando Ulysses ha una visione di Miles Morales che uccide Steve Rogers davanti al Campidoglio, Captain Marvel arresta Morales. Mentre Iron Man e Captain Marvel discutono sul da farsi, Rogers dà a Morales l'opportunità di decidere il da farsi e il ragazzo sceglie di andarsene. Maria Hill intende arrestare la squadra di Iron Man, ma il Dottor Strange li teletrasporta in uno dei rifugi sicuri di Nick Fury. I Giovani Vendicatori, delusi dal comportamento degli eroi adulti, vanno da soli a trovare Miles, il quale si è diretto al Campidoglio.
Ulysses ha una visione di sé stesso in una Terra desolata, dove incontra un anziano Wolverine che gli spiega che gli Inumani hanno lasciato il pianeta perché Iron Man "l'ha spinta troppo oltre". Rogers raggiunge Miles in Campidoglio e poi arriva Captain Marvel per prendere in custodia Morales, ma interviene Iron Man, che la attacca. Medusa avverte gli altri eroi della visione di Ulysses e cercano invano di fermare il combattimento. Quando Captain Marvel infligge un colpo apparentemente fatale a Iron Man, Ulysses ha molteplici visioni di possibili futuri e viene avvicinato da Eternità, che lo prende al suo fianco come una nuova entità cosmica. Successivamente, Capitan Marvel incontra il Presidente degli Stati Uniti e gli vengono offerte risorse illimitate per guidare la comunità dei supereroi nel futuro.

## Storia editoriale
Nel maggio 2016 la Marvel ha rilasciato un preludio ufficiale della storia nel Free Comic Book Day, scritto da Bendis e disegnato da Jim Cheung che si concentra sull'apparizione di Thanos all'interno del progetto Pegasus per ragioni ignote. Una squadra composta da Vendicatori e Inumani cerca di fermare Thanos dando il via a una catena di eventi che porteranno ai primi intrecci della trama. È stato pubblicato anche il numero 0 della miniserie, scritto da Bendis e disegnato da Oliver Coipel, albo con protagonisti Capitan Marvel, War Machine, She-Hulk e Ulysses. L'attenzione si concentra soprattutto sul nuovo inumano e sulle sue reali intenzioni.
In contemporanea con la miniserie è stata pubblicata una serie di albi intitolati Civil War II: Scegli da che parte stare, contenenti storie e numeri singoli legati all'evento. Anche molte delle serie principali come Invincibile Iron Man, Incredibili Avengers, I Nuovissimi Avengers, Deadpool, X-men, Daredevil e Amazing Spider-Man sono legate a Civil War II e contengono a loro volta nei propri albi miniserie come "Civil War 2: Amazing Spider-man", "Civil War 2: X-men", "Civil War 2: Kingpin". Sono stati rilasciati anche alcuni numeri singoli come "Civil War 2: The Accused", in cui si esplora il fardello interiore e il processo di Occhio di Falco (Clint Barton) dopo l'omicidio di Hulk avvenuto nel terzo numero della miniserie portante, e "Civil War 2: The Fallen" in cui il nuovo Hulk, Amadeus Cho, deve confrontarsi con la morte del suo mentore e amico Bruce Banner ed affermarsi come suo sostituto di fronte a tutti gli altri supereroi.
Dopo la conclusione della miniserie è stato pubblicato l'albo "Civil War 2: The Oath", un epilogo in cui si esplorano le conseguenze della guerra e si comprende la posizione di Steve Rogers nel conflitto tra i due schieramenti.
Nel dicembre 2015 Marvel Comics annuncia i dettagli di "Civil War 2", una miniserie scritta da Brian Michael Bendis, disegnata da David Marquez e colorata da Justin Ponsor. La storia è il seguito della prima Civil War del 2006, che poneva Capitan America e Iron Man su due schieramenti opposti, divisi sui concetti di sicurezza nazionale e diritti civili. Tom Brevoort, editor anche della precedente Civil War, ha dichiarato di aver utilizzato lo stesso approccio usato nel 2006 ovvero creare due schieramenti opposti ma entrambi aventi punti validi a loro favore, in modo che il lettore fino alla fine non riesca a schierarsi totalmente da una parte o dall'altra. Brian Michael Bendis, autore delle storie dei New Avengers collegate alla prima Civil War, ha affermato che prima di mettersi al lavoro per la scrittura della seconda guerra civile ha chiesto consiglio agli autori della storia originale del 2006, Mark Millar e Steve McNiven.
Axel Alonso, curatore editoriale in carica della Marvel Comics, ha detto che a differenza delle grandi produzioni Marvel che richiedono più di un anno di preparazione, ha avuto solo dai tre ai quattro mesi di tempo per pianificare Civil War II. Questo a causa della necessità di far fruttare al meglio le entrate del film "Capitan America: Civil War", uscito nelle sale cinematografiche nel maggio 2016..
Nel marzo 2016 Marvel ha rivelato quali siano i personaggi protagonisti e la loro divisione nei due schieramenti, chi crede di poter e dover cambiare il futuro e chi è determinato a proteggerlo, rispettivamente:
- Capitan Marvel, sostenuta da Spectrum, She-Hulk, Ant-Man, il Soldato d’Inverno, Occhio di Falco, Blue Marvel, Star-Lord, Medusa, Visione, War Machine e Spider-Man (Peter Parker).
- Iron Man, sostenuto dalla Vedova Nera, Deadpool, Capitan America (Sam Wilson), Capitan America (Steve Rogers), Hulk, Ercole, Pantera Nera, Luke Cage, Thor, Miss America e Daredevil.